# Amanda
Amanda je žensko osebno ime.

## Izvor imena
Ime Amanda izhaja iz latinskega imena Amanda, ki je nastala iz latinskega deležnika amanda v pomenu »ki, jo  je treba ljubiti; je vredna ljubezni«.

## Različice imena
- ženska različica imena: Manda
- moška različica imena: Amand

## Tujezikovne oblike imena
- pri Čehih: Amanda, Ama, Amka, Amaduška
- pri Francozih: Amande
- pri Nemcih : Amanda Amande, Amandi, Amy, Mande, Mandi, Mandy

## Pogostost imena
Po podatkih Statističnega urada Republike Slovenije je bilo na dan 31. decembra 2007 v Sloveniji število ženskih oseb z imenom Amanda: 219.

## Osebni praznik
V koledarju je ime Amanda zapisano pri imenu Amand, ki goduje 6. februarja (Amand Belgijski, škof in apostol Flandrije, † 6. feb. 676) in 18. junija (Amand, škof, † 18. jun. okoli leta 437).